# Conducto de aire

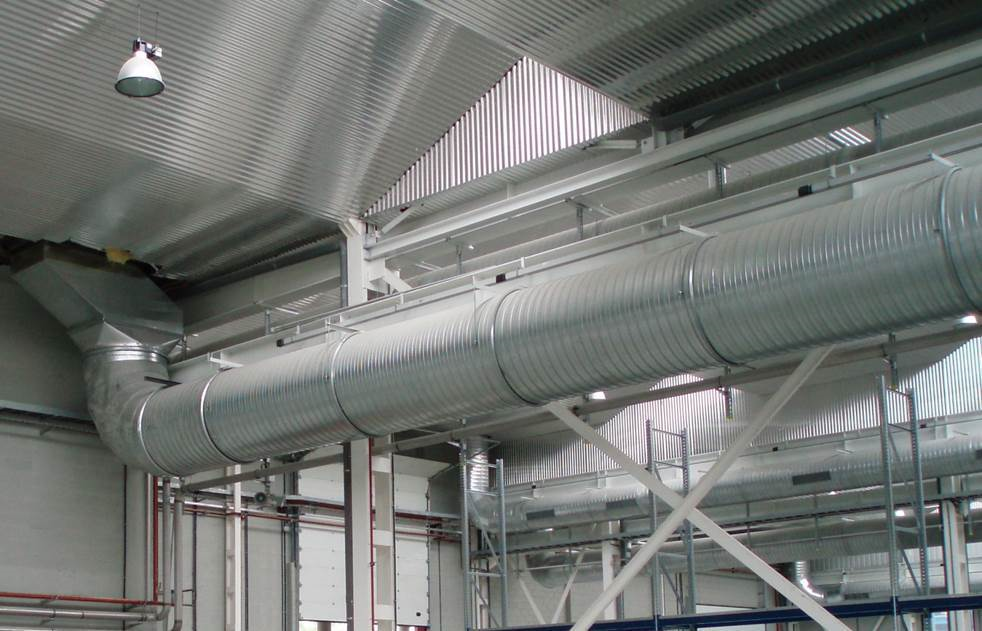
Transformación y conducto circular helicoidal

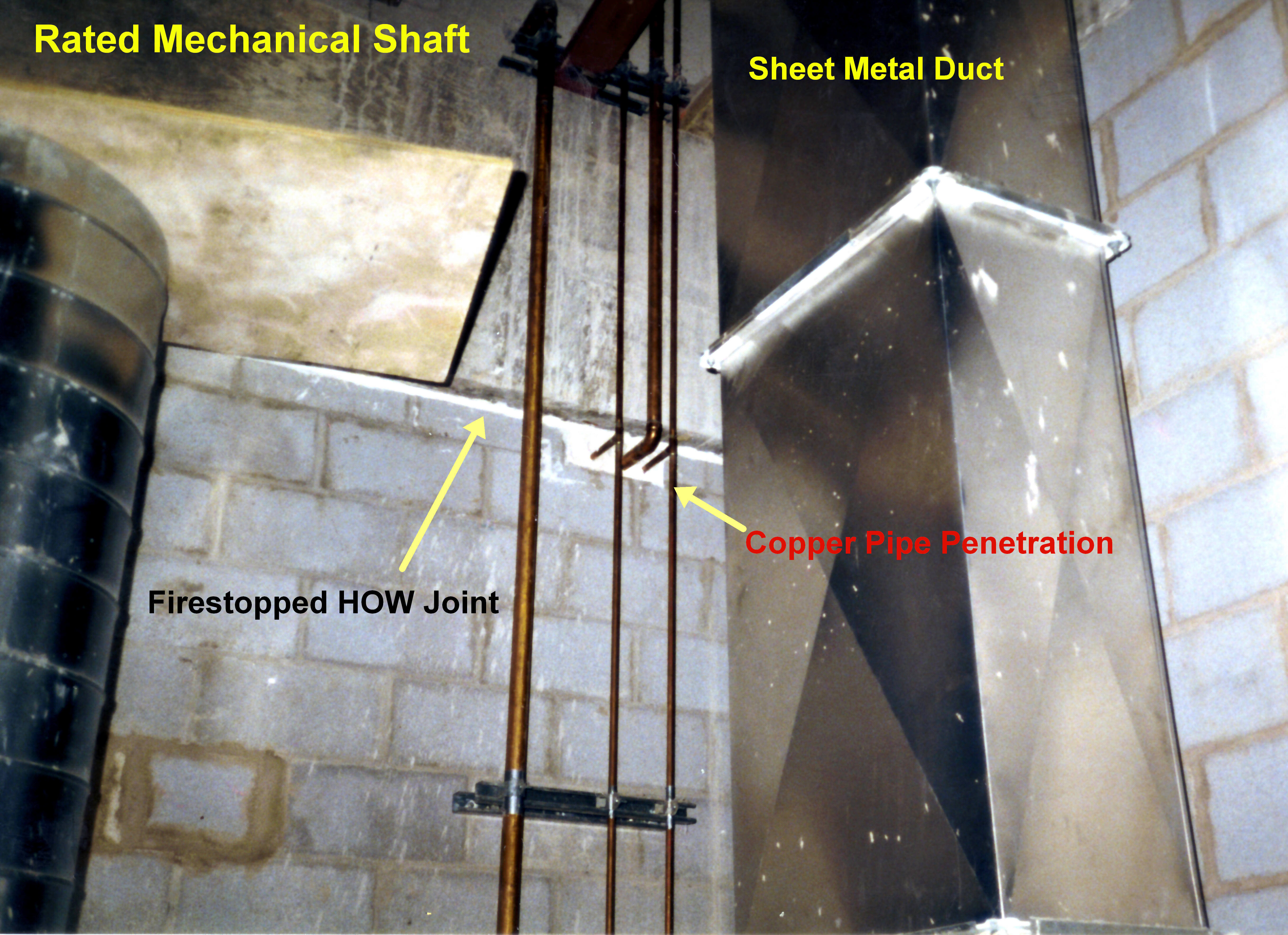
Hueco de instalaciones protegido contra incendios. Contiene conducto de chapa de aire acondicionado y tuberías de cobre. El apoyo de la losa de hormigón sobre el muro de bloques, se hace mediante junta de fibra cerámica sobre fibra mineral.

Los conductos de aire son los elementos de una instalación de acondicionamiento de aire o climatización, a través de los cuales se distribuye o recircula el aire tratado entre el aparato acondicionador y los espacios acondicionados , o bien, en una de ventilación, se extrae el aire viciado de un local o se le insufla aire nuevo desde el exterior. Para cumplir esta misión de forma práctica, los conductos deben dimensionarse dentro de ciertas limitaciones preestablecidas, relativas al espacio disponible, velocidad, nivel sonoro, pérdidas de carga, pérdidas o ganancias de calor y fugas.

## Tipos de conductos
Los conductos de aire pueden ser rectangulares o circulares. Cualquier tipo de material empleado en la construcción de conductos debe tener la propiedad de no propagar el fuego, no desprender gases tóxicos en caso de incendio y, además, ser capaz de resistir mecánicamente los esfuerzos producidos por su peso, las manipulaciones a las que sea sometido y las vibraciones y la erosión debidas al paso del aire por su interior.
En cuanto al tipo de material con el que están construidos, los conductos pueden ser:

### Conductos de chapa
Son conductos realizados a partir de planchas de chapa metálica, mayormente de acero galvanizado, aunque también se construyen en acero inoxidable, cobre y aluminio. Generalmente son prefabricados que se conforman en diferentes formatos según el uso a que serán destinados. Hay conductos circulares, rectangulares e incluso ovales. Sus características constructivas, como; espesor de la chapa, refuerzos, uniones, dimensiones e incluso soportes, están normalizados en las normas europeas UNE-EN 1505 a 1507 y UNE-EN 12236 y 12237. Las características en cuanto a aislamiento y estanquidad para instalaciones de climatización se suelen recoger en la reglamentación específica. En España la última edición del RITE, es del año 2007.
A los efectos de elección de características, hay que tener en cuenta que la presión del aire en el conducto es la que debe determinar la resistencia estructural y la estanquidad a las fugas, mientras que el ruido, las vibraciones y las pérdidas por fricción dependen, sobre todo, de la velocidad del aire.
Los conductos circulares se fabrican en chapa lisa con bridas y con medidas de hasta unos 900 mm de diámetro. Es más común en las instalaciones, el tubo helicoidal fabricado a partir de fleje de chapa galvanizado, engatillado en espiral y en módulos enchufables, que se fabrica en diámetros interiores desde 80 a 2000 mm.
Los conductos rectangulares son también muy usados por su fácil adaptación a espacios de poca altura, como son los falsos techos, aunque es recomendable respetar una relación entre sus lados r ≤ 4. Se utilizan mucho en instalaciones de ventilación, como las de garajes y en aquellas que precisan conductos de grandes dimensiones.

### Conductos de fibra de vidrio
Son conductos, cuya principal ventaja es que se fabrican en obra a partir de paneles rígidos de lana de vidrio de alta densidad, que deben cumplir la norma europea UNE- EN 13403 sobre Productos aislantes térmicos para equipos en edificación e instalaciones industriales. Los fabricantes de paneles, ofrecen soluciones con refuerzos exteriores que actúan como barrera de vapor e interiores que aumentan su resistencia mecánica.
Además de lo dicho, estos conductos ofrecen la ventaja de su ligereza, su comportamiento frente al fuego, sus excelentes características como absorbente y atenuador acústico y desde luego la no necesidad de aislamiento extra, ya que la propia fibra de vidrio realiza esta función. Su gran inconveniente, es el estético. No son demasiado aptos para instalaciones vistas, sin embargo son muy utilizados en instalaciones de climatización por falso techo o revestidos de escayola simulando vigas o elementos constructivos.
En cuanto a los problemas sanitarios que, a veces, se atribuyen a este tipo de conductos, se recuerda que la norma UNE mencionada exige que los materiales utilizados en su construcción deben estar clasificados como no cancerígenos, así como no deben facilitar la proliferación microbiana.

### Conductos flexibles
Los más usados están formados por dos láminas de PVC o de aluminio con un aislante intermedio y una armadura de espiral de alambre de acero para mantener la sección circular. Sus características deben cumplir con la norma europea UNE-EN 13180. Se utilizan como tramos de conexión desde el conducto principal hasta los terminales o bocas de salida, con una longitud máxima, que se recomienda no superar 1,5 m, ya que presentan problemas de pérdida de carga y producción de ruidos.

## Clasificación

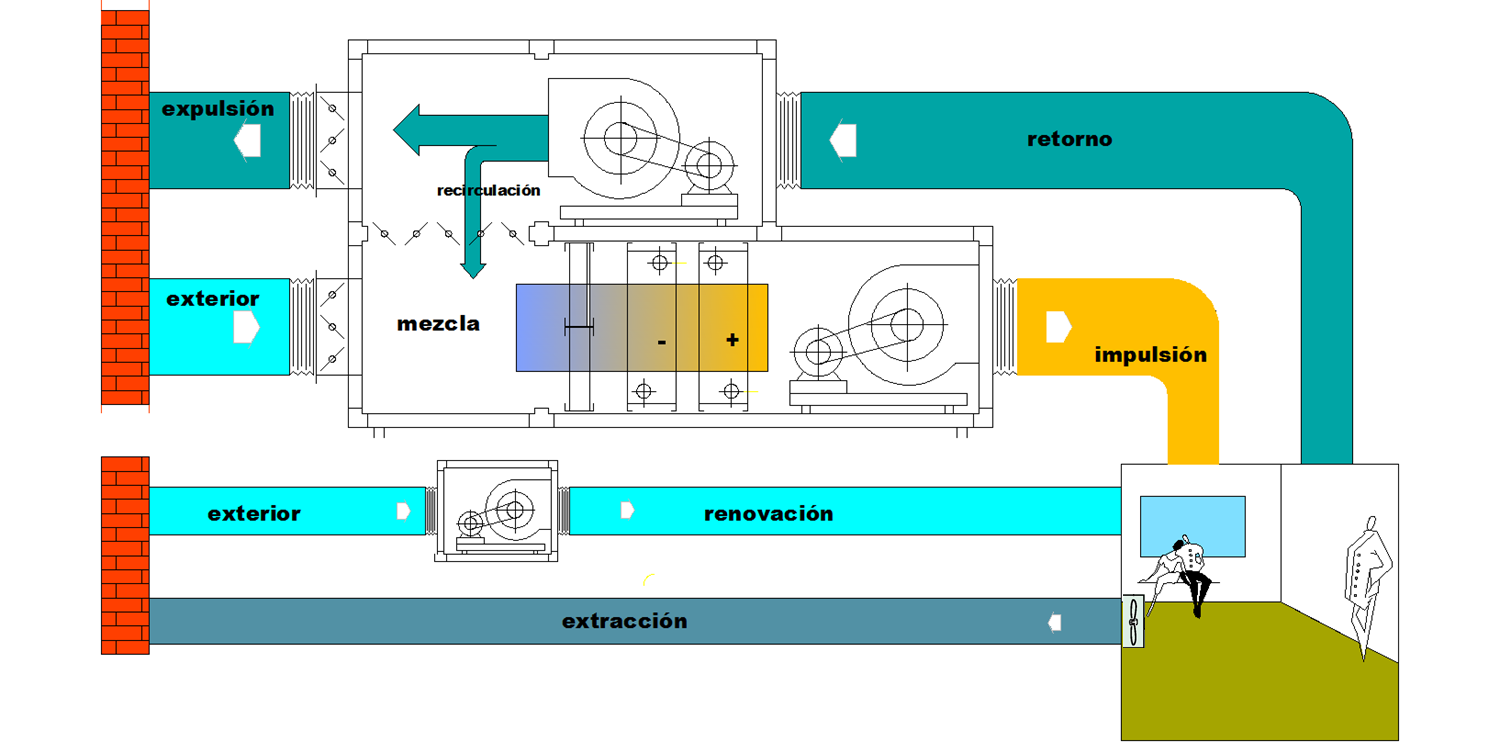
Tipos de conducto según su función

En razón de su función, los conductos reciben distintos nombres con el mismo apelativo que el aire que transportan, como se puede ver en la figura.
En ella, un climatizador provisto de enfriamiento gratuito, impulsa el aire tratado en el local a climatizar. El aire retorna de nuevo al climatizador aspirado por un segundo ventilador. Una parte de ese aire se expulsa al exterior y la otra se recircula para mezclarla con aire del exterior. La mezcla se trata y comienza de nuevo el ciclo.
La ventilación es independiente. En ella un ventilador renueva el aire del local. El aire viciado es extraído hacia el exterior.
Todo ello no implica diferencia alguna en las características o método de cálculo de cada conducto, que dependen exclusivamente de las condiciones del sistema.
Los sistemas de distribución por conductos se clasifican atendiendo a estos dos parámetros:

### Por velocidad
- Baja velocidad: con velocidades de aire entre 4 y 10 m/s. Es lo más frecuente en los sistemas de climatización

- Alta velocidad: Con velocidades de más de 10 hasta 15 m/s. Utilizados en acondicionamiento de locales industriales o grandes espacios en los que el nivel sonoro no es un parámetro crítico.

### Por presión
Se clasifican atendiendo al tipo de ventilador que se acopla al sistema. Por lo tanto igual que los ventiladores:
- Baja presión: hasta 70 Pascales
- Media presión: desde 70 a 3000 Pascales. La mayoría de las instalaciones
- Alta presión: más de 3000 Pascales

## Cálculo de conductos
Por regla general, el sistema de distribución de conductos se diseña de forma que tenga el trazado más simple posible y simétrico en cuanto lo permitan las obstrucciones que implica la estructura del edificio.

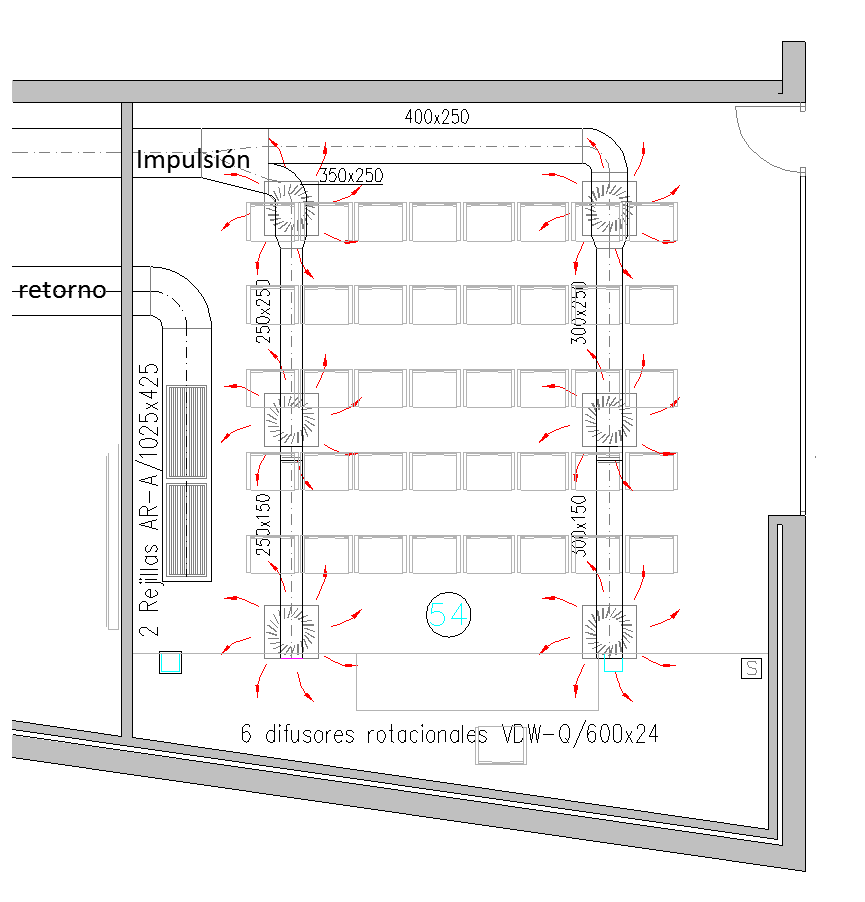
Plano de distribución de conducto con difusores rotacionales en sala da actos

En todos los métodos de cálculo, se supone previamente calculado el caudal total necesario para cubrir la demanda térmica sensible y latente y repartido proporcionalmente a la potencia de cada tramo.

### pérdida de carga lineal
La pérdida de carga se calcula por la fórmula de Darcy.
{\displaystyle D_{H}=f.{\frac {\rho .v^{2}}{2.\Delta P}}.L}
En la que {\displaystyle D_{H}} es el diámetro hidráulico y {\displaystyle f} es el factor de fricción.
Ahora bien, tanto la pérdida de carga como el factor de fricción dependen de las propiedades del fluido, las cuales van cambiando con la longitud recorrida de conducto, por lo que teniendo en cuenta las variaciones de las propiedades del aire con la temperatura, humedad específica, altitud y presión, se llega a:
{\displaystyle P_{A}-P_{B}=\alpha .14,1.10^{-3}.L{\frac {v^{1,82}}{D_{H}^{1,22}}}}
En la que {\displaystyle P_{A}-P_{B}} es la pérdida de carga en el tramo AB, {\displaystyle \alpha } es un coeficiente que depende del material y se indica en la siguiente tabla, {\displaystyle L} es la longitud del tramo y {\displaystyle v} es la velocidad.
| materiales                    | Rugosidad absoluta ({\displaystyle \epsilon _{a}}) | Valor medio de {\displaystyle \alpha } (adimen) |
| ----------------------------- | -------------------------------------------------- | ----------------------------------------------- |
| Acero inoxidable              | 0,05                                               | 0,35                                            |
| Chapa galvanizada             | 0,14                                               | 0,9                                             |
| Desarrollo de gráficos        | 0,31                                               | 1                                               |
| Fibra de vidrio               | 0,58                                               | 1,125                                           |
| Ladrillo enfoscado de cemento | 3,25                                               | 1,8                                             |

### pérdida de carga en accesorios
La pérdida de carga obtenida se conoce como pérdida de carga lineal o pérdida de carga por metro de conducto rectilíneo. Pero cuando en el conducto se presentan singularidades, como curvas, reducciones, derivaciones, etc., se produce una pérdida de carga adicional conocida como pérdida de carga en accesorios.
Todo accesorio supone un cambio de velocidad o de trayectoria y por tanto una variación de energía cinética, que se traduce en una pérdida de presión
{\displaystyle \Delta P=C{\frac {\rho .v^{2}}{2}}=9,63.C{\frac {v^{2}}{16}}}
En la que {\displaystyle C} es el coeficiente de pérdida dinámica, distinto para cada tipo de accesorio y {\displaystyle v} es la velocidad a la entrada del mismo.
En muchas ocasiones se suele utilizar lo que se conoce como Longitud equivalente del accesorio, que no es más que estimar la longitud de conducto rectilíneo que produzca la misma pérdida de carga que el accesorio y en la fórmula de la pérdida de carga lineal, considerar como longitud de cada tramo, su longitud real más la longitud equivalente de sus accesorios.

### métodos de cálculo
Los sistemas de baja velocidad se pueden calcular por tres métodos principales:

#### Reducción de velocidad
Es un método muy sencillo, pero solo aplicable a instalaciones muy elementales sin grandes exigencias de reparto. Consiste en seleccionar una velocidad de salida, tomada de la tabla adjunta, en la descarga del ventilador e ir reduciéndola en cada tramo a lo largo del conducto.
| Velocidades recomendadas                          | m/s       |
| ------------------------------------------------- | --------- |
| Estudios de radiodifusión, cabinas de grabación   | 1,5 a 2,5 |
| Dormitorio de hotel                               | 2,5 a 3   |
| Residencias, salones regios, restaurantes de lujo | 2,5 a 3,5 |
| Iglesias, antesalas importantes                   | 2,5 a 3,5 |
| Apartamentos, viviendas                           | 2,5 a 4   |
| Oficinas privadas tratadas acústicamente          | 2,5 a 4   |
| Teatros                                           | 4         |
| Oficinas particulares no tratadas                 | 3,5 a 5   |
| Salas de cine                                     | 5         |
| Oficinas públicas, restaurantes                   | 5 a 7     |
| Almacenes comerciales, plantas altas              | 7,5       |
| Sistemas de alta velocidad                        | 3 a 8     |
| Fábricas                                          | 5 a 10    |
| Almacenes comerciales, plantas bajas              | 10        |

El diámetro del conducto circular necesario para cada tramo, se calcula por:
caudal=velocidad * sección

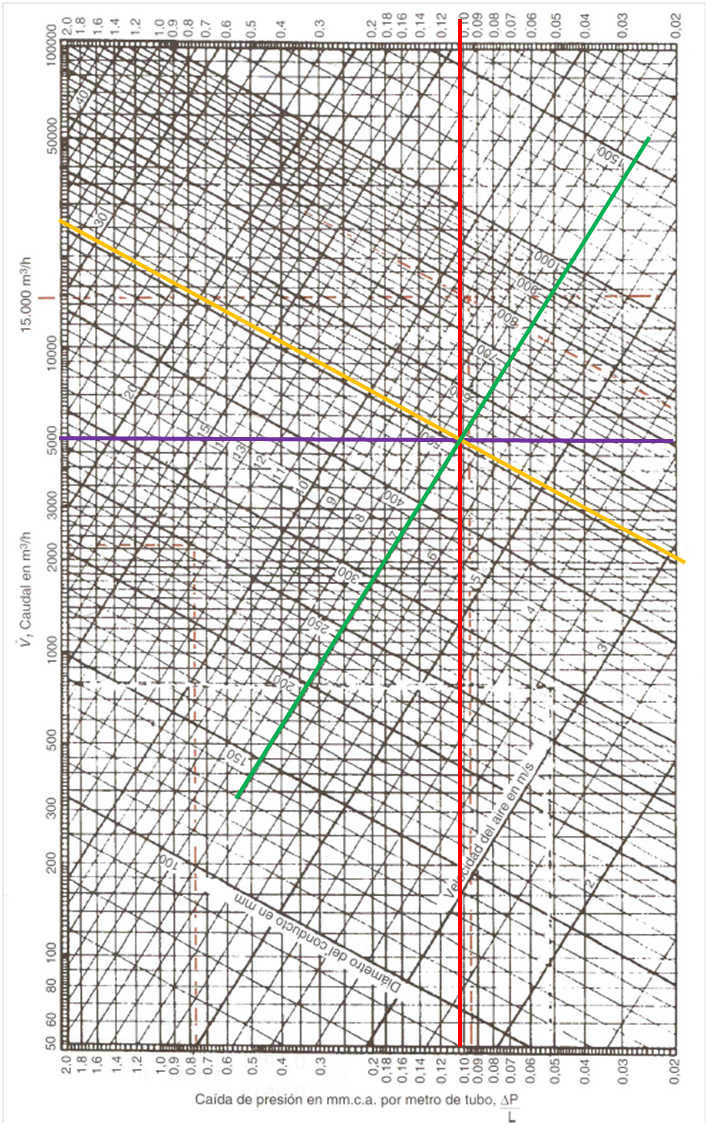
nomograma para Fibra de vidrio. Ejemplo: caudal:5.000 m³/h. Pérdida de carga=0,1 mm.c.a.= 1Pa. Velocidad= 7 m/s. D_{H}= 510 mm

Si el conducto va a ser rectangular se toman las medidas a partir de la sección circular de diámetro equivalente {\displaystyle D_{eq}}.
A continuación se calcula la pérdida de carga de cada tramo a partir del nomograma correspondiente o mediante la fórmula:
{\displaystyle P_{A}-P_{B}=\alpha .2,5984.10^{-3}.L{\frac {Q^{1,82}.Per^{1,22}}{S^{3,04}}}=\alpha .2,5984.10^{-3}.L{\frac {Q^{1,82}}{D_{eq}^{4,86}}}}
En la que {\displaystyle Q} es el caudal de tramo, {\displaystyle Per} es el perímetro del conducto rectangular y {\displaystyle S} su sección.
Para finalizar, se suman las pérdidas de carga del recorrido más desfavorable. El total se corresponde con la presión estática necesaria en el ventilador.

#### pérdida de carga constante
Este es un método mejor que el anterior en cuanto que es aplicable a la mayoría de las instalaciones más frecuentes y da buenos resultados, sobre todo si la distribución es simétrica. Si no lo es, el sistema puede resultar difícil de equilibrar. El método consiste en calcular los conductos, de forma que tengan la misma pérdida de carga por unidad de longitud a lo largo de todo el sistema.
Para el cálculo se comienza por establecer la pérdida de carga, mediante el nomograma o la fórmula de Darcy, correspondiente al caudal total necesario y a la velocidad recomendada, sacada de la tabla anterior, o bien, se puede fijar una pérdida de carga, conocida por experiencia como buena.
Cruzando el caudal de cada tramo con la pérdida de carga fijada y redondeando a la velocidad más próxima a la recomendada, se obtiene el diámetro del conducto necesario(ver figura). Posteriormente se puede convertir a conducto rectangular.
También se puede calcular mediante la fórmula:
{\displaystyle D_{H}={\bigg (}{\frac {\alpha .21,89.10^{-3}.Q_{i}^{1,82}}{\Delta P/L}}{\bigg )}^{\frac {1}{4,86}}}
Por último, se calcula la pérdida de carga total, multiplicando la pérdida de carga fijada, por la longitud del trayecto más desfavorable.

#### recuperación estática
Este método se basa en el Principio de Bernoulli, según el cual, en un conducto por el que circula un fluido, la suma de la presión dinámica debida a su velocidad, de la presión estática debida a su presión y de la presión debida a su altura es un valor constante. Considerando el conducto horizontal, es decir, sin variación de altura en su recorrido, quedan la presión estática y la dinámica, de tal forma, que si en un tramo disminuye la velocidad y por tanto la presión dinámica, aumentará en el mismo valor la presión estática.
Este es el fundamento del método, que consiste en dimensionar el conducto de forma que el aumento de presión estática debido a la disminución de velocidad en un tramo, compense las pérdidas por rozamiento del siguiente. De esta forma la presión estática se mantiene constante y es la misma en cada boca de salida.
Se empieza por seleccionar una velocidad inicial a partir de la tabla de velocidades recomendadas, pero cuidando de que sea lo mayor posible, para evitar que la velocidad final sea demasiado baja o el conducto demasiado grande. Con esa velocidad se calcula la sección del primer tramo y se determina su pérdida de carga, igual que en el método anterior.
Los siguientes tramos deberán cumplir el fundamento del método. Por tanto, para un tramo {\displaystyle i} cualquiera:
{\displaystyle \alpha .12,28.10^{-3}.L_{i}{\frac {v_{i}^{2,43}}{Q_{i}^{0,61}}}+9,63\Sigma C_{tramoi}{\frac {v_{i}^{2}}{16}}+9,63.C_{D_{i}}{\frac {v_{ant}^{2}}{16}}=9,63{\frac {v_{ant}^{2}-v_{i}^{2}}{16}}}
El primer miembro es la suma de la pérdida de carga lineal en el tramo {\displaystyle i} más el sumatorio de las pérdidas de carga en los accesorios de dicho tramo y más la pérdida de carga en la derivación o reducción de entrada al tramo cuya velocidad de entrada es {\displaystyle v_{ant}}. El segundo miembro es la pérdida de presión dinámica o ganancia de presión estática al pasar de la velocidad {\displaystyle v_{ant}} a la {\displaystyle v_{i}}.
Se trata de una expresión en la que la única variable desconocida es {\displaystyle v_{i}}, pero que va a exigir un cálculo iterativo, razón por la cual se suelen emplear dos gráficas; en la primera se obtiene la relación {\displaystyle L/Q} para el tramo y en la segunda, cruzando este valor con la velocidad de entrada, se puede encontrar la velocidad de salida o la presión recuperada, lo que nos permite calcular la sección del tramo.
Actualmente existen programas de software con los que se consigue un cálculo sencillo, rápido y si se introducen bien los datos, resultados muy satisfactorios.

## Accesorios de conductos
Como se ha visto, en una distribución de conductos se pueden encontrar algunos accesorios que forman parte de la misma y condicionan su comportamiento. Los hay tanto para conductos circulares, como ovales o rectangulares.

### Codos
Los codos cambian la dirección de la corriente un ángulo determinado. El codo puede ser; recto si las dos direcciones se cortan en línea recta o curvos si lo hacen por intermedio de una curva continua. La curva también puede ser discontinua y estar formada por tres o más gajos. Evidentemente, cuanto más suave es el cambio de dirección, menor pérdida de carga y menor ruido.

### Derivaciones
Se emplean para dividir o bifurcar la corriente de aire. La corriente derivada sale lateralmente al conducto principal y lo puede hacer; formando un ángulo recto, lo que no es muy recomendable o formando un ángulo entre 15° y 45° con la corriente principal y en su mismo sentido, aunque posteriormente haya que cambiar su dirección con un codo. Puede ser que el caudal derivado implique una reducción de sección en la salida del conducto principal o no.
Cuando la corriente principal se deriva en dos iguales simétricas, formando una Y, la derivación se conoce como pantalón.

### Compuertas y reguladores de caudal
Son accesorios que se utilizan para cerrar total o parcialmente el paso a través del conducto. Las compuertas suelen estar formadas por un marco de aluminio, cuyo interior está cerrado por aletas, planas o aerodinámicas, cada una de las cuales pivota solidariamente con un eje longitudinal que pasa por el centro de la aleta y se apoya a ambos lados del marco. Los ejes se unifican en el exterior del marco con un único mando para moverlas manualmente o acoplando un servomotor.
Los reguladores o registros de caudal son pequeñas compuertas que se acoplan a las bocas de salida para controlar su caudal. Pueden ser; de persiana como en las compuertas, de mariposa, cuando una única aleta tapa toda la sección de paso, o correderas, cuando una pantalla deslizante es la que va cerrando la sección de paso.

### Reducciones
En una distribución de conductos, normalmente se reduce la sección después de cada boca de salida, excepto si la disminución de caudal es muy pequeña. La pieza que une dos tramos de conducto con diferente sección, se llama reducción y debe ejecutarse de forma que la transición de una sección a la otra sea lo más suave posible. Son recomendables pendientes entre el 15% y el 20%.
Cuando el conducto cambia de forma, por ejemplo de redondo a rectangular, el accesorio se conoce como transformación.
Cuando de un conducto grande se tiene que derivar a varios pequeños, se puede hacer a través de un conducto o cajón de gran tamaño al que se acoplan tanto el conducto grande de entrada, como los pequeños de salida. A este cajón o conducto se le conoce como plenum y garantiza una estabilización de la presión y un reparto homogéneo de los caudales.

### Obstáculos
No son accesorios propios de los conductos, aunque es muy frecuente encontrarlos en las instalaciones. Se trata de elementos del edificio o de otras instalaciones, como tuberías, cables, etc. cuyo paso a través del conducto no es recomendable, pero en multitud de ocasiones es irremediable. Cuando esto ocurre, los obstáculos deben forrarse con una cubierta de forma aerodinámica, que minimice las pérdidas de carga y evite los ruidos.

### Diafragmas
Son elementos que actualmente no se usan demasiado, sin embargo resultan muy útiles en el equilibrado de un sistema de conductos. Consisten en placas de chapa o incluso de fibra de vidrio, con la misma forma que la sección del tramo en el que se van a intercalar. A la placa se le hacen perforaciones. El número de perforaciones y su diámetro, así como el espesor de la placa, determinan la pérdida de carga que se va a producir en el flujo de aire.

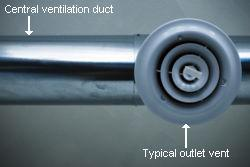
Vista desde abajo de conducto de chapa galvanizada conectado a un difusor.

### Bocas
Las bocas son los terminales de salida y entrada de una distribución de conductos. Bocas de entrada no hay más que las de retorno al generador, o las tomas de aire exterior, ambas generalmente formadas por rejillas.
Las bocas de salida pueden ser básicamente; de techo y de pared. Ambas tienen multitud de variantes. Su selección es crítica, ya que constituyen el elemento fundamental para garantizar una distribución homogénea del aire tratado en los locales a climatizar y unas condiciones de temperatura y velocidad que aseguren el bienestar térmico en las zonas ocupadas.
Su cálculo y selección pertenecen a una técnica independiente, que se conoce con el nombre de difusión de aire.